# ダニエル・ペレス (2002年生のサッカー選手)
ダニエル・アレハンドロ・ペレス・コルドバ（Daniel Alejandro Pérez Córdova, 2002年1月17日 - ）は、ベネズエラ・ミランダ州カラカス出身のサッカー選手。ベルギー・ファースト・ディビジョンA・クラブ・ブルッヘ所属。ポジションはFW。

## 来歴
国内リーグのメトロポリターノスFCのユースアカデミーから、2018年に16歳でトップチームに昇格。同年2月25日のポルトゥゲサFC戦でプロデビュー。同年シーズンは4試合に出場。翌2019年シーズンは、シーズン中盤から出場機会が増え、先発出場も多くなり、8月25日のスリアFC戦では、プロ初ゴールも決めた。
2020年シーズンは11月28日のポルトゥゲサFC戦でマルチゴールを記録し、更に12月1日のグラン・バレンシアFC戦では、初のハットトリックを達成した。
2021年1月19日、クラブ・ブルッヘと契約したことが発表された。傘下のクラブNXTで1試合1ゴールを決めた後、2月22日のOHルーヴェン戦にトップチームに招集。3月7日のSVズルテ・ワレヘム戦で移籍後初出場。更に15日のKAAヘント戦では、後半35分に移籍後初ゴールを記録。母国メディアからは、欧州リーグでプレーしたベネズエラ人選手としては、19歳2ヶ月での史上最年少ゴールを記録した選手として紹介された。更に5月20日には優勝決定プレーオフを制してリーグ優勝も経験した。

## 代表経歴
2019年にペルーで開催された南米U-17選手権に、U-17のベネズエラ代表として出場した。